# Lait anti-reflux
 (février 2014).
Si vous disposez d'ouvrages ou d'articles de référence ou si vous connaissez des sites web de qualité traitant du thème abordé ici, merci de compléter l'article en donnant les références utiles à sa vérifiabilité et en les liant à la section « Notes et références ».
Les laits anti-reflux, également appelés laits anti-régurgitation ou laits AR (parfois laits de confort), sont prescrits aux bébés présentant des problèmes de digestion.

## Description
L’inconfort digestif le plus souvent rencontré est le reflux gastro-œsophagien qui entraîne des régurgitations, c’est-à-dire une remontée du contenu de l’estomac vers l’œsophage et la bouche.
Mais des difficultés au niveau de la déglutition peuvent également nécessiter le recours à un lait anti-reflux afin de faciliter le passage du lait et réduire les risques de fausse route. Les parents peuvent aussi être orientés vers un lait AR lorsque leur nourrisson connaît des problèmes intestinaux avec par exemple des gargouillis fréquents.

## Composition
Les laits anti-reflux sont élaborés avec un épaississant qui permet de réduire les reflux et offrir ainsi un meilleur confort à bébé. Cet épaississant peut être de l’amidon de riz, de l’amidon de maïs ou bien de la farine de caroube.

## Effets possibles
Les laits AR peuvent par ailleurs entraîner un ralentissement du transit parfois accompagné d’une constipation du nourrisson. Si tel est le cas, les parents ne doivent pas hésiter à reprendre rendez-vous avec le pédiatre afin de revoir la prescription. Les laits anti-reflux contiennent enfin comme n’importe quel lait 1er premier tous les nutriments essentiels à la bonne santé des bébés.